# Vang Hao (sakkozó)
Vang Hao (Vang Hao (王皓, Wáng Hào), a nemzetközi szakirodalomban Wang Hao; Harbin (Haerpin), Hejlungcsiang (Hēilóngjiāng), 1989. augusztus 4. –) kínai sakkozó, nagymester, világbajnokjelölt, csapatban kétszeres U16 korosztályos olimpiai bajnok.
A negyedik kínai sakkozó, aki átlépte a 2700-as Élő-pontszámot, és a második kínai férfi sakkozó, aki bejutott a világbajnokjelöltek versenyébe. Az első kínai férfi sakkozó volt, aki klasszikus időbeosztású játszmában hivatalos versenyen győzni tudott egy regnáló világbajnok ellen, amikor a 2013-as Wijk an Zee-i szupertornán legyőzte Visuvanádan Ánandot.
Legmagasabb Élő-pontszáma 2752 pont, amelyet először 2013. januárban érte el, majd 2019. novemberében beállította.

## Élete és sakkpályafutása
Hatéves korában egy véletlen folytán kezdett el sakkozni, mivel a kínai sakkra szeretett volna beiratkozni, de a kínai sakk edzője nem volt a helyszínen, csak egy klasszikus sakkedző, ezért nála maradt. Egy évvel később vett részt az első helyi ifjúsági versenyen.
1999-ben bronzérmet szerzett az U10 korosztályos fiúk kategóriájában az Oropesa del Marban rendezett ifjúsági sakkvilágbajnokságon. 2002-ben 12 évesen megnyerte a Qingdao Zhongfand Cup tornát. 2002-ben és 2004-ben tagja volt az U16 korosztályos sakkolimpián aranyérmes kínai válogatottnak, ahol 2004-ben első táblásként egyéni eredményével is aranyérmet szerzett.
2003-ban egy év alatt 210 ponttal növelte Élő-pontszámát, amely három verseny eredménye alapján 2215-ről 2425-re nőtt. 2004-ben Jakutszkban megnyerte a Children of Asia tornát. 2005-ben, 16 éves korában érte el első nagy nemzetközi tornagyőzelmét, amikor első lett a 7. Dubai Open versenyen 53 nagymester és 30 nemzetközi mester előtt. Győzelmi sorozatát a 2005-ös Malaysian Openen folytatta, ahol 11 játszmából 10 ponttal, 2843-as teljesítményértékkel végzett az első helyen. A nagymesteri címhez szükséges normát e két kiemelkedő eredménye után harmadszor a 2005-ös Aeroflot Open A2 csoportjában 9 játszmából elért 6,5 pontjával teljesítette. Ezzel úgy lett Kína 20. férfi nagymestere, hogy átugrotta a FIDE-mester és a nemzetközi mester fokozatokat.
Az U20 korosztályos junior sakkvilágbajnokságon 2006-ban, 17 évesen holtversenyben az 5–9. helyen végzett, 2007-ben Jerevánban már bronzérmet szerzett.
2007-ben Ázsia bajnokságán az első helyezettel holtversenyben a 2. helyen végzett. 2008-ban a győztestől fél ponttal lemaradva 3. helyen végzett a Gibraltar Chess Festivalon, majd a holtversenyt megnyerve első lett a Reykjavík Openen. A 2011. évi nyári universiadén egyéniben a 2. helyen végzett.
2012-ben Magnus Carlsen előtt megnyerte a Biel Chess Festivalt. 2013-ban a Norway Chess Festivalon csak a középmezőnyben végzett, de megverte a világranglistát vezető Magnus Carlsent és a világbajnok Visuvanádan Ánandot is. Ugyanebben az évben a Kings Tournament tornán a Fabiano Caruana mögött a 2. helyen végzett.
2003 óta 2011-et kivéve minden évben résztvevője volt a kínai sakkbajnokság döntőjének, amelyen 2009-ben és holtversenyben 2010-ben is második, 2015-ben harmadik helyezést ért el.

### Eredményei a világbajnokságokon
A 2009-es sakkvilágkupán a 3. körig jutott, ahol Sahrijar Mamedjarov ütötte el a továbbjutástól. A 2011-es sakkvilágkupán való részvételre kvalifikációt szerzett, de a versenyen nem indult el. A 2013-as sakkvilágkupán a 2. fordulóban Alekszej Drejevtől szenvedett vereséget. A FIDE Grand Prix 2012–13 versenysorozaton a rendező szabadkártyájával indulhatott. A négy versenyen egy 2., egy 6. és két 10. helyezést ért el, összesítésben a 10. helyen végzett. A 2015-ös sakkvilágkupán ugyancsak a 2. fordulóig jutott, ezúttal honfitársa Lu Sang-lej (Lu Shanglei) állította meg.
A 2017-es sakkvilágkupán már a nyolcaddöntőig jutott, ahol a később döntőt játszó Ting Li-zsen (Ding Liren)től szenvedett vereséget. A 2019-es sakkvilágkupán a 3. körben az amerikai Leinier Dominguez ellen szenvedett többszöri rájátszás után 4,5–3,5 arányú vereséget. A 2019–2020-as világbajnoki ciklusban első alkalommal megrendezett 2019-es FIDE Chess.com Grand Swiss svájci rendszerű tornán az amerikai Fabiano Caruana-val holtversenyben végzett az élen, a holtverseny az ő javára dőlt el, így kivívta a jogot, hogy résztvevője legyen a világbajnokjelöltek versenyének.

### Eredményei csapatban
Sakkolimpia
Kína válogatottjában először 2004-ben szerepelt, majd tagja volt a 2008-as sakkolimpián 7., a 2010-es sakkolimpián 5., és a 2012-es sakkolimpián 4. helyezést elérő csapatnak. 2010-ben egyéni teljesítményével a 2. táblán bronzérmet szerzett.
Sakk-csapatvilágbajnokság
2011-ben tagja volt a Ningbo (Ningbo) városban rendezett sakk-csapatvilágbajnokságon ezüstérmet szerző kínai válogatottnak, és első táblásként egyéni eredményével aranyérmet szerzett.
Bajnokcsapatok Európa-kupája
A SOCAR Baku csapatával 2003-ban bronz-, 2004-ben aranyérmes volt, egyéni teljesítményével mindkét alkalommal bronzérmet szerzett.
Ázsiai beltéri játékok
2007-ben az Ázsiai beltéri játékokon Kína csapatával aranyérmet szerzett.
Klubcsapat eredményei
Az orosz Premier Ligában az ShSM-64 Moscow csapatával 2009-ben ezüst-, 2010-ben és 2011-ben arany-, 2012-ben bronzérmet nyert. Egyéni teljesítményével 2008-ban arany, 210-ben és 2012-ben ezüstérmes lett.
A cseh Extra Ligában 2017-ben a Novoborský ŠK csapatával aranyérmet szerzett.
A kínai sakkbajnokságban a Beijing Patriots csapatával 2006-ban és 2015-ben arany-, 2007-ben és 2008-ban ezüstérmet szerzett.